# کاربوپروست
کاربوپروست (انگلیسی: Carboprost) با نام‌های تجاری همابِـیت و ثام، یک آنالوگ صناعی پروستاگلاندینِ PGF2α است که خواص اُکسی‌توسیک دارد. این دارو موجب بروز انقباضات رحمی شده و قادر به سقط جنین در اوایل دوران بارداری است. این دارو همچنین موجب کاهش خونریزی بعد از زایمان می‌شود. از کاربوپروست می‌توان برای ختم حاملگی در سه‌ماهٔ دوم بارداری استفاده نمود.
عوارض این دارو شامل اسهال (شایعترین)، برافروختگی و گُرگرفتگی، تب و لرز و همچنین تهوع و استفراغ است.
دارو را باید در یخچال و در دمای مابین ۲ تا ۸ درجهٔ سلسیوس نگهداری کرد.
موارد منعِ مصرف این دارو، بیماری‌های شدید قلبی-عروقی، کلیوی و کبدی است. افرادی که بیماری التهابی لگن حاد و حساسیت به دارو یا اجزاء سازندهٔ آن دارند نیز نباید کاربوپروست استفاده کنند.
موارد احتیاط مصرف این دارو نیز عبارتند از: آسم (احتمال بروز برونکوسپاسم)، کم‌خونی، زردی، دیابت، اختلالات تشنجی و صرع و هرگونه سابقهٔ جراحی قبلی بر روی رحم.